# Alan Johnson
Alan Arthur Johnson (født 17. maj 1950 i Paddington, London, England) er en britisk fagforeningsmand og politiker fra Labour. Han var indenrigsminister i 2009–2010. Før den tid havde han andre ministerposter i Tony Blairs og Gordon Browns regeringer.

## Postarbejder
Da Alan Johnson var 18 år gammel, blev han ansat i postvæsenet. Alan Johnson var aktiv i fagforeningen, og i 1992 blev han generalsekretær i kommunikationsarbejdernes fagforbund (The Union of Communication Workers). Han havde denne post indtil 1997. 

## Medlem af Underhuset
Alan Johnson blev medlem af Underhuset i 1997. Han repræsenterer Kingston upon Hull Vest og Hessle i Yorkshire og Humber.

## Erhvervs- uddannelsesminister
Alan Johnson var minister for arbejde og pension i 2004–2005. I 2005–2006 var han handels- industriminister. I 2006–2007 var han minister for uddannelse og færdigheder.

## Sundheds- og indenrigsminister
Alan Johnson var sundhedsminister 2007–2009, og han var indenrigsminister i 2009–2010.